# Popponesset
Popponesset es un lugar designado por el censo ubicado en el condado de Barnstable en el estado estadounidense de Massachusetts. En el Censo de 2010 tenía una población de 220 habitantes y una densidad poblacional de 267,11 personas por km².

## Geografía
Popponesset se encuentra ubicado en las coordenadas 41°34′25″N 70°27′48″O / 41.57361, -70.46333. Según la Oficina del Censo de los Estados Unidos, Popponesset tiene una superficie total de 0.82 km², de la cual 0.79 km² corresponden a tierra firme y (3.77%) 0.03 km² es agua.

## Demografía
Según el censo de 2010, había 220 personas residiendo en Popponesset. La densidad de población era de 267,11 hab./km². De los 220 habitantes, Popponesset estaba compuesto por el 99.09% blancos, el 0% eran afroamericanos, el 0% eran amerindios, el 0.45% eran asiáticos, el 0% eran isleños del Pacífico, el 0.45% eran de otras razas y el 0% pertenecían a dos o más razas. Del total de la población el 0.45% eran hispanos o latinos de cualquier raza.